# Форт Мајерс Бич (Флорида)
Форт Мајерс Бич (енгл. Fort Myers Beach) град је у америчкој савезној држави Флорида. По попису становништва из 2010. у њему је живело 6.277 становника.

## Демографија
Према попису становништва из 2010. у граду је живело 6.277 становника, што је 284 (4,3%) становника мање него 2000. године.
| Група             | 2000.         | 2010.         |
| Белци             | 6.243 (95,2%) | 5.999 (95,6%) |
| Афроамериканци    | 5 (0,1%)      | 18 (0,3%)     |
| Азијати           | 19 (0,3%)     | 36 (0,6%)     |
| Хиспаноамериканци | 227 (3,5%)    | 175 (2,8%)    |
| Укупно            | 6.561         | 6.277         |